# Favela Chegou
"Favela Chegou" é uma canção da cantora brasileira Ludmilla, com participação da cantora Anitta, gravada para seu primeiro álbum ao vivo e terceiro álbum de estúdio Hello Mundo. A faixa foi lançada em 27 de fevereiro de 2019 como primeiro single do projeto pela Warner Music Brasil, juntamente com seu videoclipe.

## Desempenho nas paradas musicais
| Tabela musical (2019)            | Melhor posição |
| -------------------------------- | -------------- |
| Brasil (Top 100 Brasil)          | 95             |
| Brasil (Top 50 Streaming Mensal) | 4              |
| Portugal (AFP)                   | 50             |